# Karanje Tarf Satara
Karanje Tarf Satara es una ciudad censal situada en el distrito de Satara en el estado de Maharashtra (India). Su población es de 29140 habitantes (2011). Se encuentra a 1 km de Satara y a 105 km de Pune.

## Demografía
Según el censo de 2011 la población de Karanje Tarf Satara era de 29140 habitantes, de los cuales 14972 eran hombres y 14168 eran mujeres. Karanje Tarf Satara tiene una tasa media de alfabetización del 90,50%, superior a la media estatal del 82,34%: la alfabetización masculina es del 92,64%, y la alfabetización femenina del 88,25%.